# Тайный дневник девушки по вызову
«Тайный дневник девушки по вызову» — британский телесериал, показанный на канале ITV2, основанный на дневнике и книгах автора Belle de Jour (Бель де Жур), в главной роли Билли Пайпер в роли Белль (Ханны Бакстер). Создатель сериала — Люси Преббл. «Тайный дневник девушки по вызову» часто сравнивали с сериалом «Секс в большом городе», в основном благодаря юмористическому отношению к сексу.

## Сюжет
Сериал описывает жизнь Ханны Бакстер, девушки, тайно работающей девушкой по вызову под псевдонимом Белль. Сериал концентрируется на её профессиональной и личной жизни и сложностях, которые случаются, когда эти жизни пересекаются. Ханну поддерживает её лучший друг Бен (Иддо Голдберг). Во втором сезоне Ханна становится хорошей подругой девушки Бэмби (Эшли Мадекве) и всячески помогает ей.
Ханна, главный персонаж, сама повествует о своей жизни и часто обращается прямо к зрителям. Все серии первого сезона были связаны сюжетной аркой, а второго и третьего сезонов — сюжетной аркой романов Ханны с Алексом и Дунканом. В четвёртом сезоне сюжетная линия закручена вокруг романа Ханны и Бена и ключевого выбора в жизни Ханны.

## В ролях
- Билли Пайпер — Бэлль / Ханна Бакстер
- Иддо Голдберг — Бен
- Шери Ланги — Стефани
- Эшли Мадекве — Бэмби / Глория Уайт
- Джеймс Д’Арси — Дункан Этвуд
- Каллум Блу — Алекс
- Дэвид Доусон — Байрон Сибом
- Пол Николлс — Гарри
- Лили Джеймс — Поппи

## О персонажах
Белль / Ханна (Билли Пайпер)
Ханна окончила университет и живёт в Лондоне. Но, без ведома своей семьи, она также высококлассная проститутка, известная как Белль. Ханна хорошо образована, умна и красноречива. Она любит работать девушкой по вызову, так как им платят большие деньги за то, что они делают очень хорошо. Ханна выросла в обычной семье среднего класса, живущей за пределами Лондона. Ханна показывает, что она пыталась начать работать на других работах, но всё равно возвращалась к эскорту (как показано во втором сезоне). Ханна является экспертом среди тех, кто ведёт двойную жизнь. Впоследствии она является проституткой-индивидуалкой, которая сама работает на себя, оставив агентство Стефани.
Бен (Иддо Голдберг)
Бен — лучший друг Ханны и её бывший бойфренд в университете. Работает менеджером бара в Лондоне. Его взаимоотношения то с бывшей, то настоящей девушкой Ванессой усложняются из-за его чувств к Ханне. Бен был помолвлен с Ванессой, но он уклонился от свадьбы во втором сезоне. Он знает о тайной жизни Ханны, которая иногда вызывает много трений между ними. Бен часто ввязывает Ханну в неприятности, когда он не согласен с её поступками, и часто переходит черту, чтобы доказать свою точку зрения, особенно если речь идет о других мужчинах в жизни Ханны.
Стефани (Шери Ланги)
Стефани содержит своё агентство по услугам эскорта. В первом сезоне на неё работала Ханна. Когда-то Стефани тоже была проституткой, как Белль сейчас. Богатая и гламурная, с резким чувством юмора и циничностью, она неохотно смотрит на Белль, предлагая ей советы и помощь. Время от времени, Стефани кажется самым бессердечным и бесчувственным человеком, которая отваживает своих «девочек» от всяких романтических отношений. В третьем сезоне выясняется, что у Стефани были лесбийские отношения с женщиной, которая разбила ей сердце.
Бэмби/Глория Уайт (Эшли Мадекве)
Бэмби начала свою карьеру как подобие проститутки, наставницей которой была Белль во втором сезоне. Веселая Бэмби, которая начала заниматься эскортом ради денег, сейчас работает на Стефани. Жизнь Бэмби была в частности сложнее, чем жизнь Ханны. Бэмби имеет несколько шрамов на плече, которые она обычно прячет под одеждой. В третьем сезоне Бэмби сильно сближается с одним из своих клиентов — Байроном — который является молодым аристократом и впоследствии выходит за него замуж.
Дункан Этвуд (Джеймс Д’Арси)
Дункан — издатель Белль в третьем сезоне, он призывает её к написанию второй книги после успеха первой. Белль, утверждая, что у них с Дунканом только рабочие отношения, увлеклась им. Дункан изображается как трудоголик и завсегдатай проституток.